# 卡斯蒂爾
卡斯蒂爾是瑞士的城鎮，位於該國東部，由格勞賓登州負責管轄，面積5.41平方公里，海拔高度1,174米，2010年人口128，人口密度每平方公里24人。

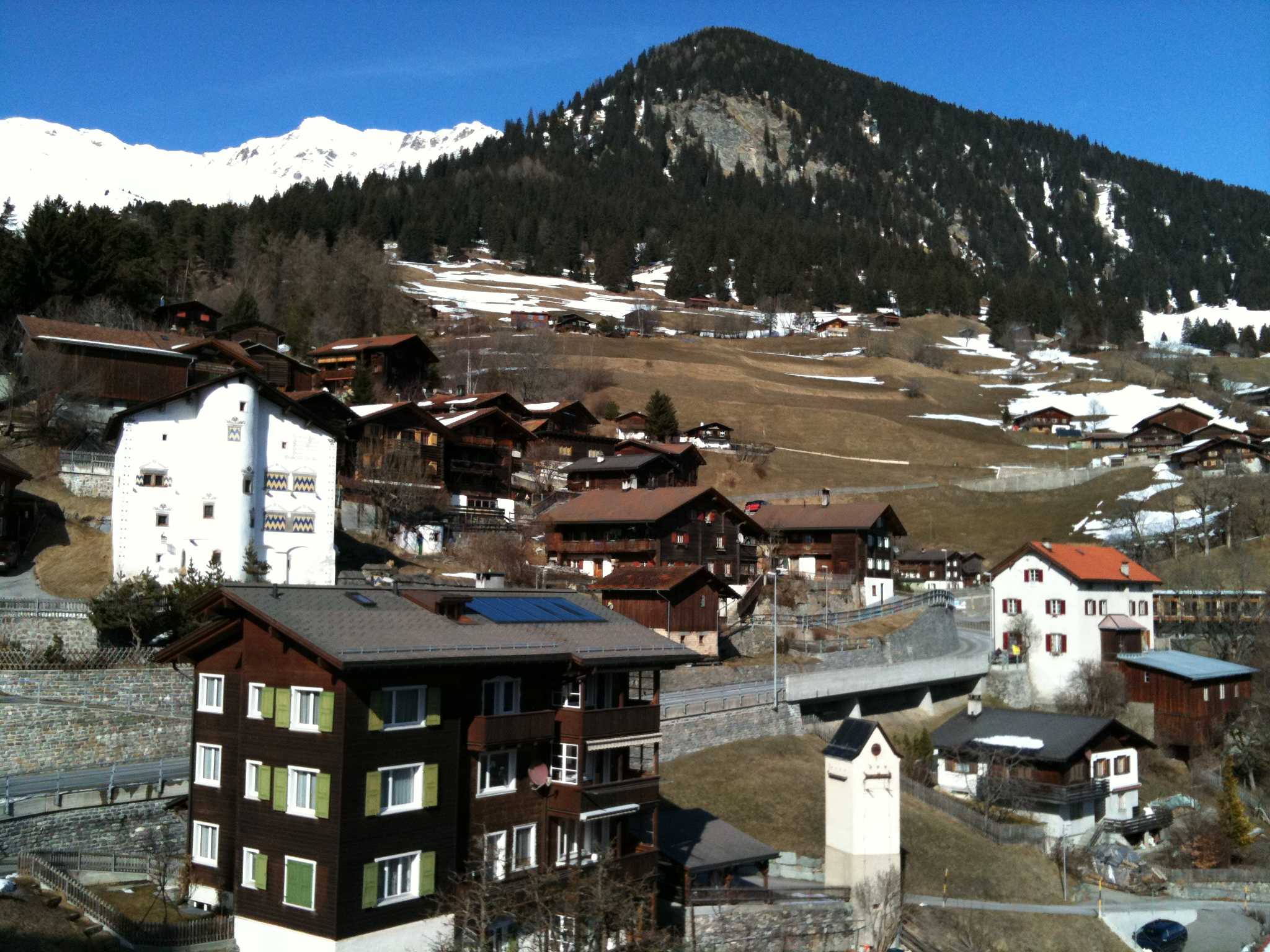